# Pępek
Pępek (łac. umbilicus) – blizna w środkowym punkcie brzucha będąca pozostałością po odpadniętej pępowinie.

## Znaczenie medyczne
Pępek jest jednym z tzw. miejsc o zmniejszonym oporze (łac. locus minoris resistentiae), w którym ściana jamy brzusznej jest słabsza i bardziej podatna na zmiany patologiczne takie jak przepuklina.
Pępek może także służyć do nieinwazyjnego, bezdotykowego mierzenia temperatury ciała, kiedy zastosowanie innych metod jest utrudnione lub niemożliwe (np. podczas niektórych operacji).
Zmiany wyglądu pępka mogą świadczyć o zmianach ciśnienia wewnątrz jamy brzusznej. U kobiet ciężarnych pępek początkowo jest wklęsły, potem staje się płaski, a pod koniec ciąży – wypukły. Jest tak też z noworodkiem, w którego jelitach zbierają się bardzo duże ilości gazów spowodowanych mało urozmaiconym pokarmem. Podobne objawy można zaobserwować u osób z wodobrzuszem.

## Znaczenie estetyczne
Zależnie od tego, w jaki sposób był pielęgnowany kikut pępowiny, pępek może być wklęsły lub wypukły (zwłaszcza gdy dochodzi do nasilonego bliznowacenia). Wypukły pępek bywa uważany za defekt kosmetyczny, którego korekcję oferują kliniki chirurgii plastycznej.
Pępek jest jednym z miejsc, w których wykonywane są zabiegi piercingu.
W kulturze indyjskiej pępek uchodzi za jedną z najbardziej atrakcyjnych części kobiecego ciała. Tradycyjne rzeźby hinduskie umieszczają pępek dokładnie w centrum postaci, by zwracał on uwagę widza. Również tradycyjne sari pozostawia pępek na wierzchu.